# Čtrnáct pražských mučedníků

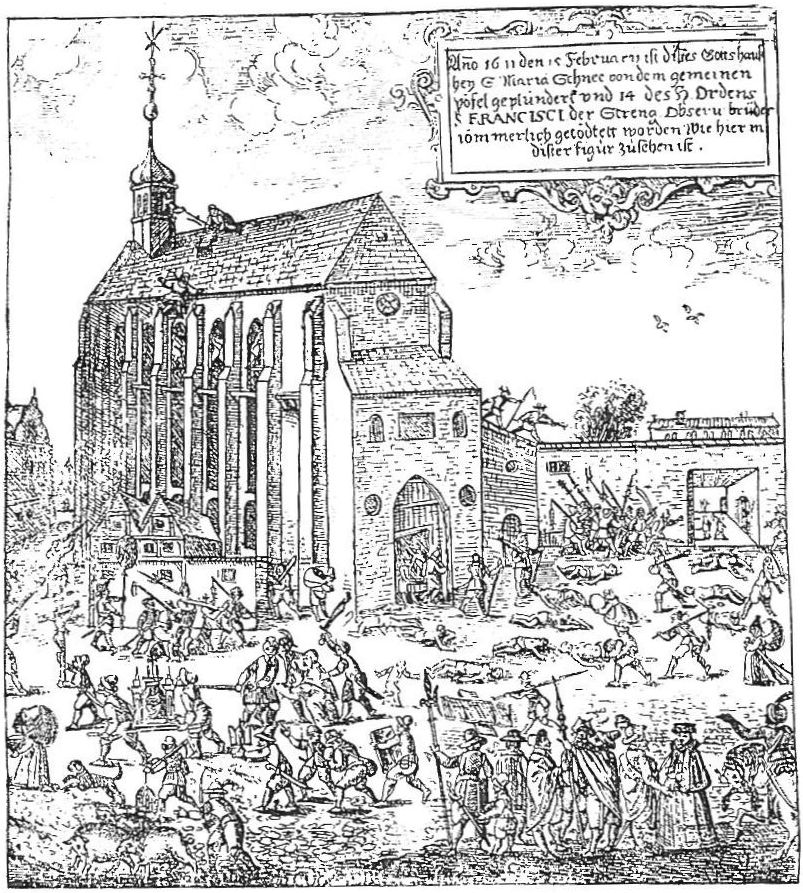
Útok na klášter u Panny Marie Sněžné

Čtrnáct pražských mučedníků bylo čtrnáct katolických řeholníků, kteří byli během vpádu pasovských zavražděni pražskou lůzou, která v úterý 15. února 1611 pod vedením Matouše Hovorčovského z Kolivé Hory zaútočila na františkánský klášter při kostele Panny Marie Sněžné a poté jej vyplenila. Beatifikační proces, k němuž byly první kroky podniknuty již v 70. letech 17. století, proběhl v rámci pražské arcidiecéze v letech 1933 až 1944 a po přerušení způsobeném politickou situací byl obnoven v roce 1994. Dne 10. května 2012 schválil papež Benedikt XVI. dekret Kongregace pro blahořečení a svatořečení o jejich mučednictví a 13. října téhož roku došlo v  katedrále sv. Víta, Václava a Vojtěcha v Praze k jejich blahořečení.

## Situace před útokem

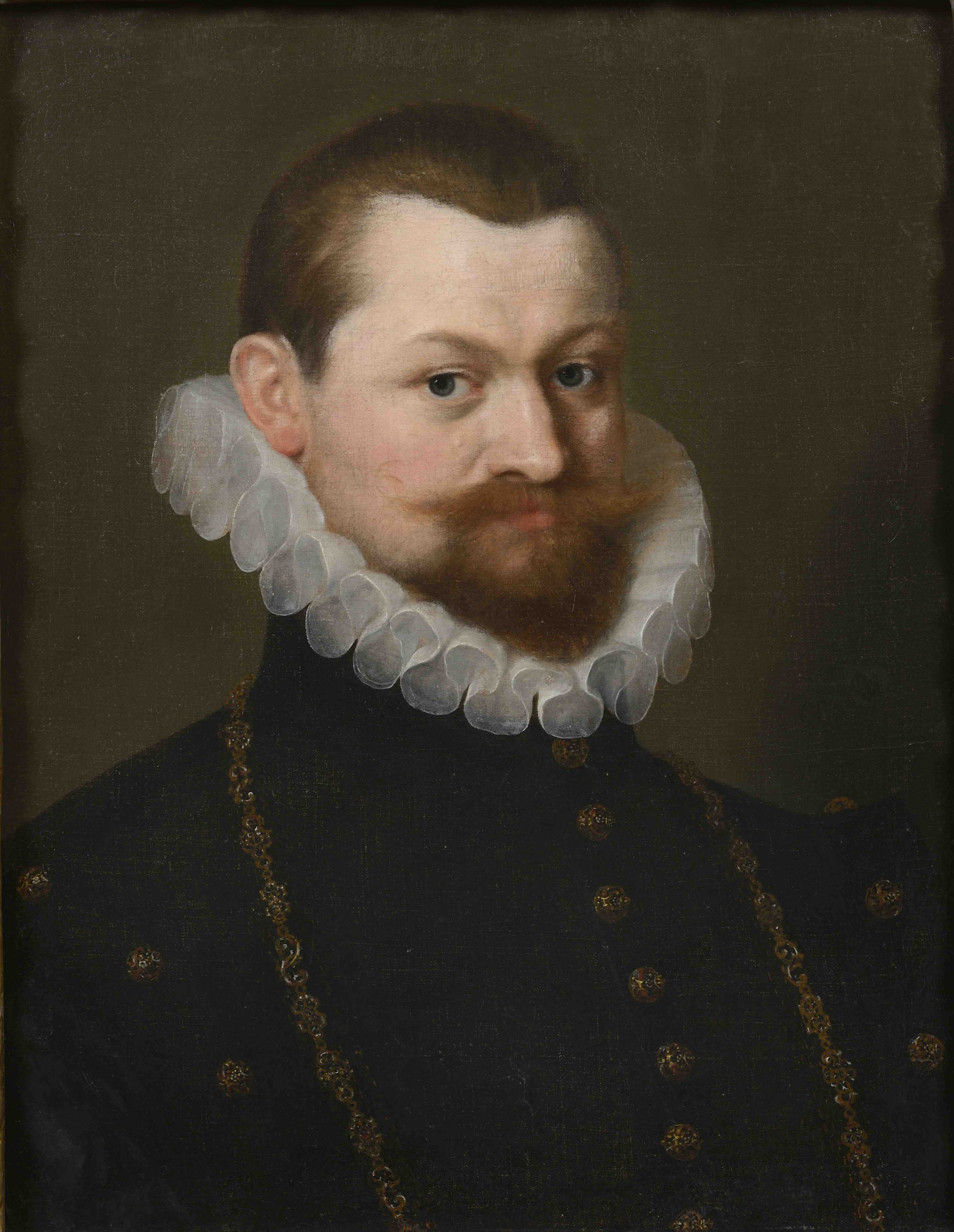
Zdeněk Vojtěch Popel z Lobkovic

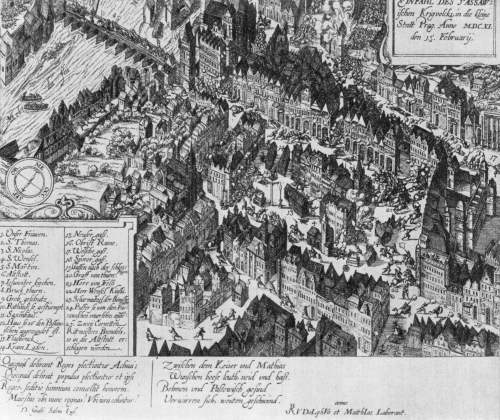
Malá Strana za vpádu pasovských

Původní klášter byl založen v roce 1347 a patřil karmelitánům. V roce 1412 byl vydrancován (za aktivní účasti Jeronýma Pražského), znovu pak za husitských válek, kdy byli zdejší řeholníci pobiti nebo vyhnáni; vrátili se v roce 1435, ale roku 1484 museli opět uprchnout. Jejich další návrat se uskutečnil v roce 1496, ale vzhledem ke tomu, že areál se nacházel v rozvalinách, se jim řeholní život nepodařilo v plné míře obnovit. Navíc se roku 1566 zřítila klenba kostela, přesto byly ještě na počátku 17. století slouženy bohoslužby v postranní kapli tehdy zasvěcené Panně Marii (od 1. listopadu 1681 je zasvěcena sv. Michaelu archandělovi).
Rudolf II. v roce 1603 věnoval zpustlý klášter i kostel františkánům; karmelitáni později (v roce 1627) jako náhradu obdrželi nepříliš vzdálený kostel svatého Havla, při němž si roku 1671 začali budovat nový klášter. Dne 14. června 1604 položil nejvyšší kancléř Zdeněk Vojtěch z Lobkovic, který se o výstavbu také významně zasloužil jako donátor, základní kámen obnoveného konventu; do jeho dokončení v roce 1606 však příchozí řeholníci bydleli v klášteře minoritů u svatého Jakuba na Starém Městě. V letech 1607 až 1610 byl znovu postaven také kostel.
Pro hájení a šíření katolické víry byli zdejší řeholníci částí obyvatel nenáviděni, neboť ke katolické církvi se hlásila jen asi třetina Pražanů (ostatní byli kališníky, českými bratry, luterány nebo kalvíny), a občas také napadáni, ať už slovně, políčky nebo házením kamení. Už v roce 1609 vtrhli násilníci do mariánské kaple a poté napadli i klášter. Dne 12. února 1611 pozval Heřman z Říčan na Kosové Hoře k večeři dva františkány, Šimona a Jana, aby je opil; hostitel vybízel Šimona, aby pokračoval v pití, a když to Šimon odmítl, pokusil se ho bodnout dýkou do prsou, avšak ostatní přítomní šlechtici mu v tom zabránili, přesto však Šimon utrpěl zranění.
Už 30. ledna však vstoupilo do Čech žoldnéřské vojsko pasovského biskupa Leopolda Habsburského, aby podpořilo slábnoucí moc Rudolfa II. v jeho soupeření s Matyášem Habsburským a převážně nekatolickými českými stavy. V úterý 15. února vtrhli pasovští na Malou Stranu, kde loupili a znásilňovali, a následně se pokoušeli dostat i na Staré Město, jeho obráncům se ale útok nakonec podařilo odvrátit. Ti vojáci, kterým se přece jen podařilo proniknout na pravý břeh Vltavy a nebyli pak pobiti, se většinou prosekali až k Novoměstské radnici a na Karlovo náměstí a ve snaze uniknout z obklíčení směřovali dále na Vyšehrad; tam jich dorazilo jen pět, ale i ty rozvášněná chasa nakonec ubila. Z Leopoldovy armády v pravobřežní části Prahy tak přežil zřejmě rytmistr Brändel, který byl zajat, když se pokusil zmocnit staroměstské mostecké brány.
Když pak lůza v Emauzském klášteře ubila dvě zahalené osoby pokládané za pasovské, obrátil se hněv pronásledovatelů pod vedením Matouše Hovorčovského z Kolivé Hory, s nímž do Prahy přišli i ozbrojení třebotovští sedláci, i proti ostatním katolickým klášterům ve městě. Jezuitské Klementinum ochránili stavovští vojáci v čele s Oldřichem Kinským z Vchynic a Tetova a Václavem Vratislavem z Mitrovic a minority u kostela sv. Jakuba Většího převážně protestantský řeznický cech, ale z dominikánského kláštera Na Františku byli řeholníci vyhnáni, tamější převor Zantes zraněn na hlavě a klášter vypleněn a u augustiniánů na Zderazi byl zabit převor Melichar Hofman, opat Kašpar Čepl a mnich Ondřej Kobr. Napadení neušel ani Vyšehrad, kde byl kromě dalších lidí ukrutně zbit stařičký děkan Petr Linteo z Pilsenburku a vyloupen celý jeho dům (zejména peníze připravené k zaplacení daní) i kostel sv. Petra a Pavla.

## Osazenstvo františkánského kláštera

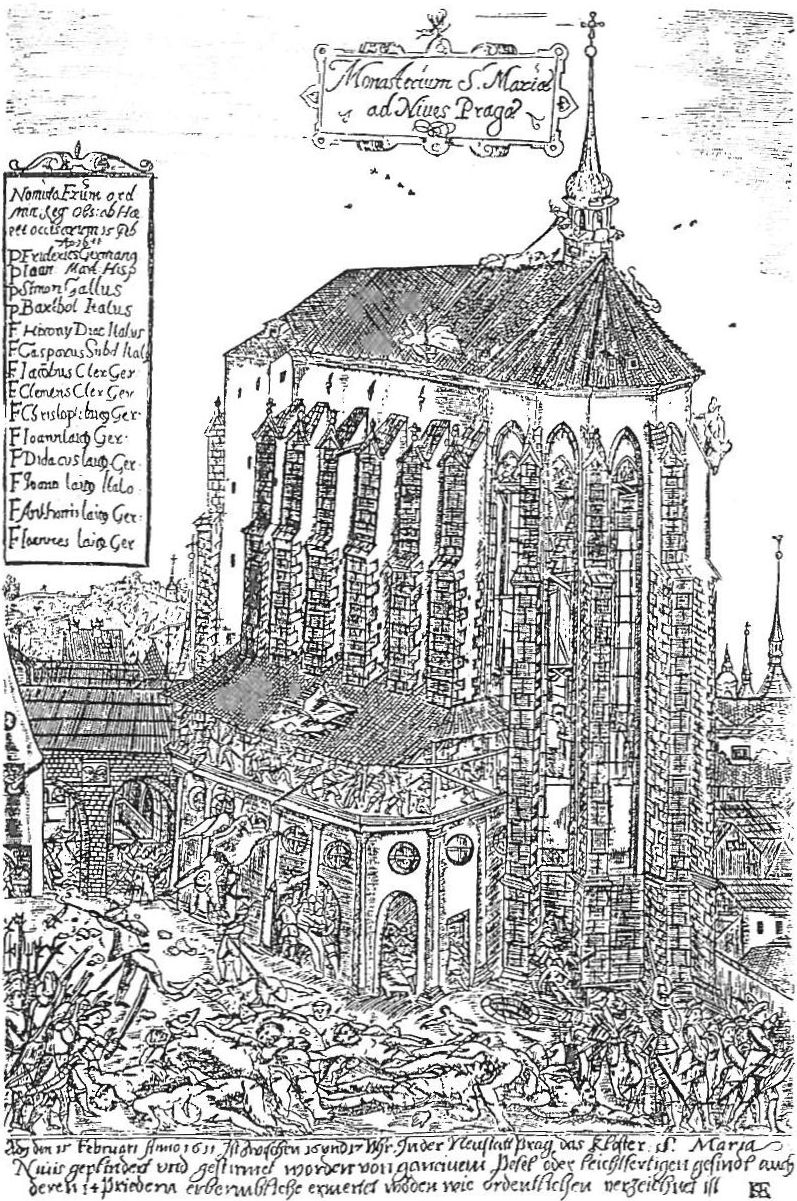
Pohled od jihovýchodu

Seznam tehdejšího osazenstva kláštera (blahořečení mučedníci jsou zvýrazněni tučně)
- kněží:
  - Jiljí Smoud (Schmaudt), kvardián (pocházel z belgického města Mechelen, jako jediný neovládal češtinu, během vyvraždění nepřítomen)
  - bl. Bedřich Bachstein, vikář (pocházel z Horní Pěny u Jindřichova Hradce)
  - bl. Jan Martinez, sakristián (kustod) (Španěl)
  - bl. Šimon, almužník (Francouz)
  - bl. Bartoloměj Dalmasoni (Ital z Ponte San Pietro)
- bohoslovci:
  - bl. Jeroným, hrabě Aresio, jáhen (Ital z Milána)
  - bl. Kašpar Daverio, podjáhen (Ital z Bosto u Varese)
  - bl. Jakub z Augsburgu, minorista (Němec z Augsburgu)
  - bl. Klemens ze Švábska, minorista (Němec ze Švábska)
  - bl. Jan, novic (patrně Čech)
- laičtí bratři:
  - bl. Kryštof Zeld, starší kuchař (Holanďan)
  - Jindřich, kostelník (pocházel ze švábského Wendlingenu)
  - bl. Jan Didak, krejčí (patrně Němec)
  - Jan, vrátný
  - bl. Jan Rode, zahradník a pomocný kostelník (Ital z Brescii)
  - bl. Emanuel, mladší kuchař (parně Čech)
  - bl. Antonín, novic a pomocník v kuchyni (patrně Čech)
- ostatní (neřeholníci):
  - Jan Zedník, sluha, mladý katolík[17]

## Průběh útoku

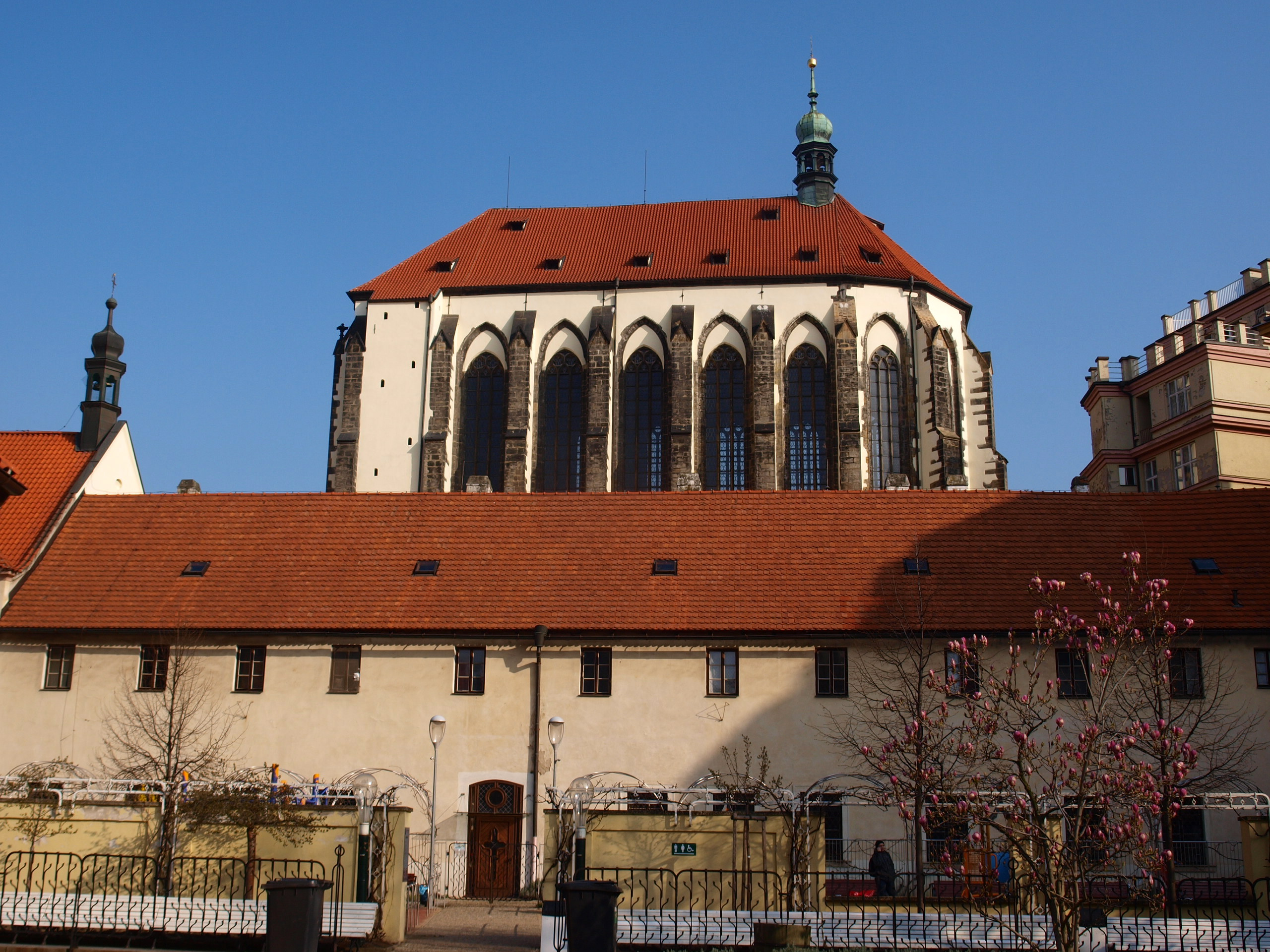
Klášter františkánů a kostel Panny Marie Sněžné v roce 2015

Vikář kláštera Bedřich Bachstein vydal bratřím příkaz, aby se nikdo z kláštera nevzdaloval. Šest mladších bratří poté odvedl na kostelní půdu, kde byli přece jen trochu v bezpečí.
Klášter zakrátko oblehl ozbrojený lid a záhy se dostal dovnitř. Přímo v kostele byli zabiti velice krutým způsobem tři řeholníci (dva kněží a jeden bratr laik), v klášteře pak další čtveřice řeholníků. Zabiti byli i ukrytí na půdě, tedy všech šest bratří a klášterní vikář Bachstein.
Oběti zůstaly zohavené a nepohřbené až do soboty, kdy byly uloženy v dolním klášterním ambitu. 
V květnu 1611 byli někteří viníci popraveni, hlavní organizátoři masakru řeholníků však unikli.

## Exhumace a nový pohřeb
V roce 1616 nařídil pražský arcibiskup Jan Lohelius exhumaci a nový pohřeb. Místem pohřbu se stala boční kaple kostela. Zde jsou řeholníci pohřbeni do dnešních dnů. Zajímavá je zpráva, že při exhumaci byla těla shledána jen nepatrně změněná, tedy nepodlehla většímu přirozenému rozkladu.

## Beatifikační proces
V 70. letech 17. století byl dán podnět k zahájení procesu beatifikace čili blahoslavení zabitých řeholníků. Procesu však stála v cestě řada překážek, a tak byl později přerušen. Na tuto iniciativu navázal druhý beatifikační proces, jenž probíhal v letech 1907–1910. I ten však byl přerušen.
Diecézní fázi procesu se podařilo završit až v letech 1933–1944 a v roce 1947 byla beatifikační akta předána do Vatikánu. Poměry po Únoru 1948 opět proces beatifikace přerušily. Až v roce 1992 byla podána žádost o obnovení procesu, který byl v roce 1994 opětovně zahájen. Proces v diecézi byl ukončen a v březnu 2011 vyjádřili konsultoři procesu v Římě souhlas k blahořečení, které by mohlo být v roce 2012. Dne 10. května 2012 pověřil papež Benedikt XVI. Kongregaci pro blahořečení a svatořečení, aby vyhlásila dekret, kterým se uznává jejich mučednictví a tím již nic nebránilo jejich blahořečení. Dne 11. července 2012 odborníci vyzdvihli ostatky čtrnácti umučených františkánů a byl zahájen průzkum prováděný zvláštní komisí. Samotné blahořečení proběhlo dne 13. října 2012 v katedrále sv. Víta, Václava a Vojtěcha v Praze. Obřadu předsedal jménem papeže Benedikta XVI. kardinál Angelo Amato. Nezávazná památka bl. Bedřicha Bachsteina a druhů, mučedníků se v pražské arcidiecézi slaví na výročí jejich umučení, 15. února.